# Руйвайнш (Виейра-ду-Минью)
Руйвайнш (порт. Ruivães) — район (фрегезия) в Португалии, входит в округ Брага. Является составной частью муниципалитета Виейра-ду-Минью. Находится в составе крупной городской агломерации Большое Минью. По старому административному делению входил в провинцию Минью. Входит в экономико-статистический субрегион Аве, который входит в Северный регион. Население составляет 931 человек на 2001 год. Занимает площадь 31,26 км².
Покровителем района считается Мартин Турский (порт. São Martinho).